# حضرو (ديار بكر)
حضرو (بالتركية: Hazro) هي بلدة ومُديريَّة تقع في ولاية ديار بكر بتركيا. تصل مساحتها إلى 425 كم²، وترتفع عن سطح البحر حوالي 1050 م.